# فرماندهی یکپارچه رزمی

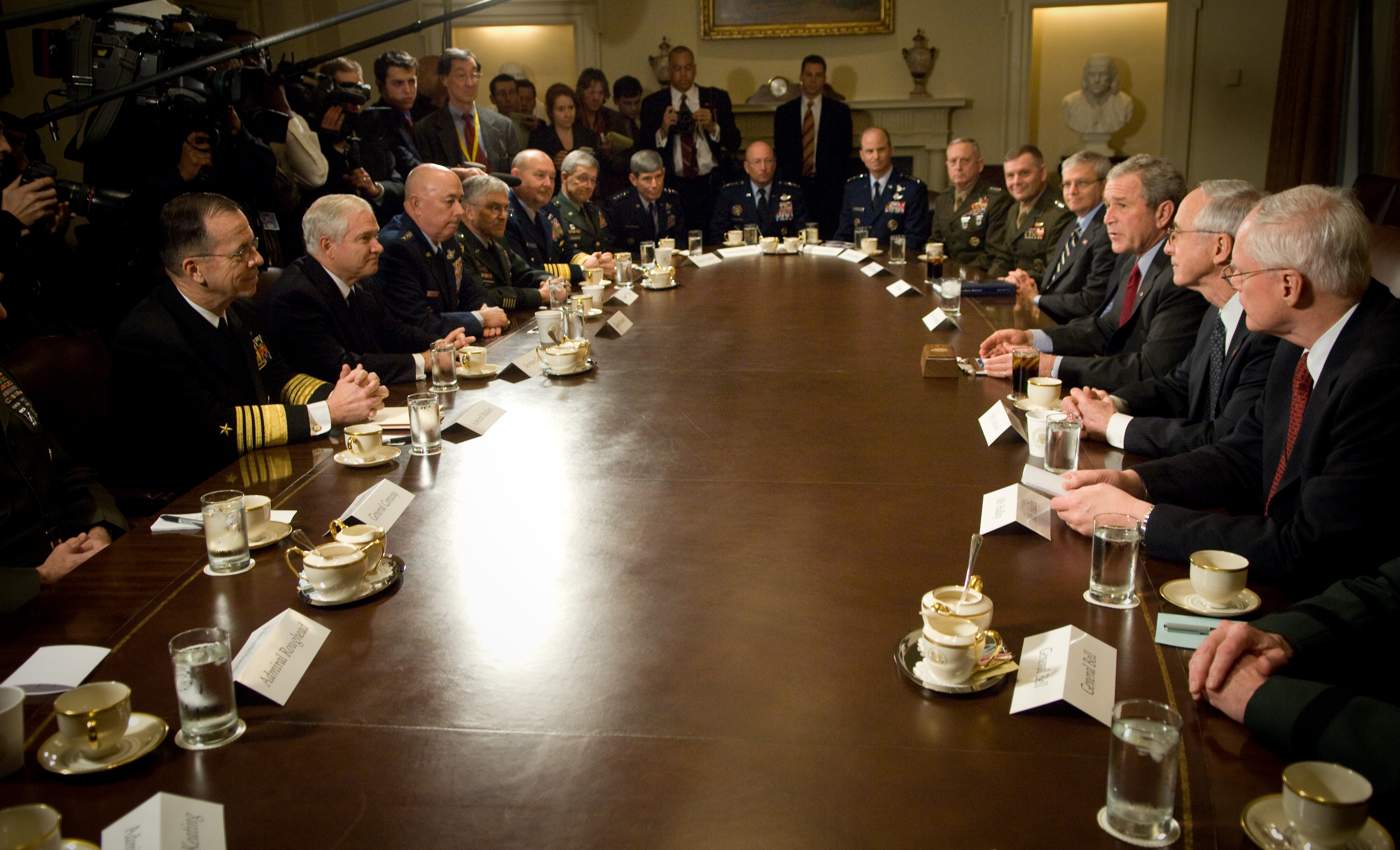
جرج دبلیو بوش و رابرت گیتز جلسه سالانه فرماندهی مبارزاتی ایالات متحده آمریکا

فرماندهی یکپارچه رزمی ایالات متحده آمریکا، واحدی فرماندهی از وزارت دفاع ایالات متحده آمریکا است که به مأموریت‌های خارجی و همیشگی (مأموریت‌هایی مثل جمع‌آوری اطلاعات) و تحت تقسیم‌بندی‌هایی به نام «نقشه مناطق تحت مسئولیت» می‌پردازد. هدف اصلی تشکیل این واحد، هدایت نیروهای مسلح در همه نقاط دنیا و بدون توجه به واحد و رسته نظامی آنها و به صورت مجتمع از اتاق دستور است.

## فهرست فرماندهی‌های رزمی

تقسیم‌بندی مناطق جغرافیایی فرماندهی یکپارچه رزمی

| نشان                       | فرماندهی رزمی (مخفف)                   | ایجاد به عنوان فرماندهی مستقل | ستاد فرماندهی                      | فرمانده                    | فرمانده                                 | فرمانده |
| نشان                       | فرماندهی رزمی (مخفف)                   | ایجاد به عنوان فرماندهی مستقل | ستاد فرماندهی                      | تصویر                      | نام                                     |         |
| فرماندهی‌های رزمی جغرافیایی | فرماندهی‌های رزمی جغرافیایی             | فرماندهی‌های رزمی جغرافیایی    | فرماندهی‌های رزمی جغرافیایی         | فرماندهی‌های رزمی جغرافیایی | فرماندهی‌های رزمی جغرافیایی              |         |
| -------------------------- | -------------------------------------- | ----------------------------- | ---------------------------------- | -------------------------- | --------------------------------------- | ------- |
|                            | فرماندهی آفریقا (آفریکام)              | اکتبر ۲۰۰۸                    | پادگان کلی، اشتوتگارت، آلمان‡      |                            | ژنرال مایکل لنگلی سپاه تفنگداران دریایی |         |
|                            | فرماندهی مرکزی (سنتکام)                | ژانویه ۱۹۸۳                   | پایگاه نیروی هوایی مک‌دیل، فلوریدا‡ |                            | ژنرال مایکل کوریلا نیروی زمینی          |         |
|                            | فرماندهی اروپایی (یوکام)               | اوت ۱۹۵۲                      | پادگان پچ، اشتوتگارت، آلمان        |                            | ژنرال کریستوفر کاوولی نیروی زمینی       |         |
|                            | فرماندهی اقیانوس هند-آرام (ایندوپیکام) | ژانویه ۱۹۴۷                   | کمپ اچ. ام. اسمیت، هاوائی          |                            | ادمیرال ساموئل پاپارو نیروی دریایی      |         |
|                            | فرماندهی شمالی (نورتکام)               | اکتبر ۲۰۰۲                    | پایگاه نیروی فضایی پترسون، کلرادو  |                            | ژنرال گریگوری گیوت نیروی هوایی          |         |
|                            | فرماندهی جنوبی (ساوتکام)               | ژوئن ۱۹۶۳                     | دورل، فلوریدا‡                     |                            | ادمیرال آلوین هولزی نیروی دریایی        |         |
|                            | فرماندهی فضایی (اسپیسکام)              | اوت ۲۰۱۹                      | پایگاه نیروی فضایی پترسون، کلرادو‡ |                            | ژنرال استیون وایتینگ نیروی فضایی        |         |
| فرماندهی‌های رزمی کاربردی   |                                        |                               |                                    |                            |                                         |         |
|                            | فرماندهی سایبری (سایبرکام)             | مه ۲۰۱۸                       | فورت جورج جی. مید، مریلند          |                            | ژنرال تیموتی دی. هاو نیروی هوایی        |         |
|                            | فرماندهی عملیات ویژه (سوکام)           | آوریل ۱۹۸۷                    | پایگاه نیروی هوایی مک‌دیل، فلوریدا  |                            | ژنرال برایان فنتون نیروی زمینی          |         |
|                            | فرماندهی راهبردی (استراتکام)           | ژوئن ۱۹۹۲                     | پایگاه نیروی هوایی اوففوت، نبراسکا |                            | ژنرال آنتونی کاتن نیروی هوایی           |         |
|                            | فرماندهی ترابری (ترانزکام)             | ژوئیه ۱۹۸۷                    | پایگاه نیروی هوایی اسکات، ایلینوی  |                            | ژنرال رندال رید نیروی هوایی             |         |

‡ در حال حاضر، ستاد چهار فرماندهی رزمی جغرافیایی، در خارج از محدوده جغرافیایی مسئولیت خود، قرار دارد.